# 馬庫斯·斯圖瓦特
馬庫斯·斯圖瓦特（德語：Markus Steuerwald；1989年3月7日—）是一位德國排球運動員。他現在效力於法國排球聯賽球隊巴黎沃利。他是德國國家排球隊的一員，代表德國參加了2014年世錦賽獲得銅牌。